# La leggenda di Sleepy Hollow
La leggenda di Sleepy Hollow (The Legend of Sleepy Hollow), anche conosciuto come La leggenda della valle addormentata e La valle del sonno, è un racconto dello scrittore statunitense Washington Irving raccolto nell'antologia Il libro degli schizzi (The Sketch Book of Geoffrey Crayon, Gent.). Fu scritto a Birmingham in Inghilterra e pubblicato per la prima volta nel 1820.
Ha avuto numerosi adattamenti cinematografici a partire dal 1908.

## Trama
La storia si svolge all'incirca nel 1787 nella colonia olandese di Tarrytown (nel 1997 North Tarrytown è stata ribattezzata Sleepy Hollow, Contea di Westchester, New York, Stati Uniti) presso una valle isolata chiamata Sleepy Hollow (ovvero Valle addormentata). Racconta la storia di Ichabod Crane, uno strano maestro di scuola del Connecticut, deriso da Abraham "Brom Bones" Van Brunt, suo rivale in amore per la mano di Kathrina Van Tassel, 18 anni, figlia di Baltus Van Tassel, un colono di origine olandese.
Nella storia si inserisce la leggenda del "Cavaliere senza testa", il fantasma di un mercenario assiano che perse la testa per via di un colpo di cannone durante "una qualche battaglia senza nome" nella guerra d'indipendenza americana e che da allora durante la notte cavalca alla bramosa ricerca di una testa, nei pressi della chiesa olandese e del cimitero della Valle addormentata.
Crane, invitato alla festa di Kathrina per la notte di Halloween, ascolta dei racconti paurosi, fra cui quello sopracitato, e, al ritorno, perduta la sella, si ritrova inseguito dal cavaliere decapitato, che lo colpisce al capo con la sua testa. Ma al mattino, i soccorritori trovano solo il berretto di Crane e una zucca (presumibilmente la "testa" del cavaliere). Crane sparisce "misteriosamente" da quel momento. Un suo conoscente, anni dopo, riferirà di averlo incontrato a New York, ricco e famoso per dei successi politico-professionali. Il finale lascia trapelare un coinvolgimento di Brom Bones nell'affare del cavaliere decapitato e della fuga-sparizione di Crane, che però potrebbe essersi allontanato semplicemente per non dover rendere conto al suo padrone della sella perduta.

## Edizioni italiane
- Washington Irving, La valle del sonno, in Elio Vittorini[1][2] (a cura di), Americana. Raccolta di narratori dalle origini ai nostri giorni, traduzione di Carlo Linati, Bompiani, 1942, SBN UFI0198197.
- Washington Irving, Il mistero di Sleepy Hollow e altri racconti, traduzione di Chiara Vatteroni, collana Biblioteca Economica «Classici», Newton Compton, 2007,  p. 352, ISBN 9788854109650.
  -  Washington Irving, Il mistero di Sleepy Hollow e altri racconti, collana Grandi Tascabili Economici Newton, traduzione di Chiara Vatteroni, Newton Compton Editori, 2021,  p. 352, ISBN 9788822757104.
- Washington Irving, La leggenda di Sleepy Hollow (audiolibro), letto da Francesco Venditti, durata 90 minuti, edizioni Full Color Sound, 2015, ISBN 978-88-7846-099-7.

## Adattamenti
- The Legend of Sleepy Hollow, film del 1908, prima trasposizione sullo schermo della storia.
- The Legend of Sleepy Hollow, film del 1912 diretto da Étienne Arnaud.
- Le avventure di Ichabod e Mr. Toad, lungometraggio del 1949 realizzato dalla Disney, il quale contiene i mediometraggi animati: Il vento tra i salici e La Leggenda della Valle Addormentata.
- The Legend of Sleepy Hollow, episodio del 1958 della serie televisiva presentata da Shirley Temple Le grandi fiabe.
- La leggenda di Sleepy Hollow (The Legend of Sleepy Hollow), film televisivo del 1980 diretto da Henning Schellerup e interpretato da Jeff Goldblum e Meg Foster.
- The Legend of Sleepy Hollow, film televisivo canadese del 1999 filmato a Montréal, diretto da Pierre Gang e interpretato da Brent Carver e Rachelle Lefèvre.
- Il mistero di Sleepy Hollow (Sleepy Hollow), film del 1999 diretto da Tim Burton.
- La leggenda di Sleepy Hollow (The Haunted Pumpkin of Sleepy Hollow), film animato del 2002.
- The Hollow - La notte di Ognissanti (The Hollow), film del 2004.
- Sleepy Hollow, serie televisiva del 2013 prodotta da Fox.